# Jonathan Hyde
Pour les articles homonymes, voir Hyde.
Jonathan King, dit Jonathan Hyde, né le 21 mai 1948 à Brisbane, dans le Queensland, est un acteur australo-britannique.
Il est parfois crédité au générique sous le nom de Nash.
On retiendra principalement sa prestation dans le film de James Cameron Titanic dans lequel il interprète le rôle de Bruce Ismay, président de la compagnie White Star Line, propriétaire du paquebot Titanic.
On peut également le voir dans le film Jumanji de Joe Johnston aux côtés de Robin Williams où il joue le double rôle de Samuel Alan Parrish (le père) et de Hunter Van Pelt (le chasseur).

## Biographie

### Parcours
Il est un membre respecté de la Royal Shakespeare Company (troupe de théâtre). Il est diplômé de l'Académie Royale d'Art Dramatique dont il fait maintenant partie.

## Filmographie

### Cinéma
- 1980 : Phoelix : Napier
- 1985 : An Indecent Obsession : Neil Parkinson
- 1986 : Caravaggio : Baglione
- 1993 : Les Mille et une vies d'Hector (Being Human) : Francisco
- 1993 : Deadly Advice : George Joseph Smith
- 1994 : Richie Rich : Herbert Arthur Runcible Cadbury
- 1995 : Jumanji : Samuel Alan Parrish/Hunter Van Pelt
- 1997 : Titanic : Joseph Bruce Ismay
- 1997 : Anaconda : Warren Westridge
- 1999 : La Momie : Dr Allen Chamberlain
- 2000 : Eisenstein : Meyerhold
- 2001 : Le Tailleur de Panama : Cavendish
- 2002 : Vacuums : Edwin Snipe
- 2006 : Le Contrat : Turner
- 2006 : Coups d'État (Land of the Blind) : Smith
- 2009 : Le Roi Lear : Kent
- 2015 : Crimson Peak : Ogilvie
- 2024 : Sebastian de Mikko Mäkelä :
- 2024 : The Brutalist de Brady Corbet : Louis Woodrow

### Télévision
- 1984 : L'Amour en héritage (mini-série)
- 1985 : A.D. : Anno Domini (mini-série) : Tigellin
- 1990 : Les Ailes des héros : Jim Mollison
- 1994 : Sherlock Holmes : Culverton Smith
- 1999 : Jeanne d'Arc (Joan of Arc) : Le Duc de Bedford
- 2001 : Attila le Hun : Felix
- 2001 : Le Royaume des voleurs (Princess of Thieves) : Prince Jean
- 2001 : Jack et le Haricot magique (Jack and the Beanstalk: The Real Story) : Dussan
- 2003 : Inspecteur Barnaby (La maison de Satan) : Franck Smythe-Webster
- 2004 : La Revanche de Sherlock Holmes (Sherlock Holmes and the Case of the Silk Stocking) : George Pentney
- 2006 : La Malédiction du pharaon (The Curse of King Tut's Tomb) : Morgan Sinclair
- 2014-2017 : The Strain : Eldritch Palmer

## Voix françaises

### En France
| - Pierre Dourlens, dans : - Titanic - Dinotopia (mini-série) - La Malédiction du pharaon (téléfilm) - Le Contrat - The Strain (série télévisée) - Serge Faliu dans : - Chasseurs de trolls : Les Contes d'Arcadia (voix) - Le Trio venu d'ailleurs : Les Contes d'Arcadia (voix) - Chasseurs de trolls : Le Réveil des Titans (voix) | - Bernard Alane dans : - La Momie - Le Tailleur de Panama Et aussi - Robert Guilmard dans Jumanji - Bernard Métraux dans Anaconda, le prédateur - Gabriel Le Doze dans Le Royaume des voleurs (téléfilm) - Jean-Bernard Guillard dans Crimson Peak - Jean-Louis Faure dans A Very English Scandal (mini-série) - Luc-Antoine Diquéro dans The Brutalist |